# Бікен (Нью-Йорк)
Бікен (англ. Beacon) — місто (англ. city) в США, в окрузі Дачесс штату Нью-Йорк. Населення — 13 769 осіб (2020).

## Географія
Бікен розташований за координатами 41°30′12″ пн. ш. 73°57′53″ зх. д. / 41.50333° пн. ш. 73.96472° зх. д. (41.503240, -73.964735).  За даними Бюро перепису населення США в 2010 році місто мало площу 12,63 км², з яких 12,27 км² — суходіл та 0,35 км² — водойми.

## Демографія
Згідно з переписом 2010 року, у місті мешкала 15 541 особа в 5347 домогосподарствах у складі 3302 родин. Густота населення становила 1231 особа/км².  Було 5715 помешкань (453/км²).
Расовий склад населення:
| - 63,6 % — білих - 23,2 % — чорних або афроамериканців - 1,6 % — азіатів - 0,3 % — корінних американців - 6,7 % — осіб інших рас |

До двох чи більше рас належало 4,5 %. Частка іспаномовних становила 20,7 % від усіх жителів.
За віковим діапазоном населення розподілялося таким чином: 20,0 % — особи молодші 18 років, 68,3 % — особи у віці 18—64 років, 11,7 % — особи у віці 65 років та старші. Медіана віку мешканця становила 39,8 року. На 100 осіб жіночої статі у місті припадало 113,5 чоловіків;  на 100 жінок у віці від 18 років та старших — 117,6 чоловіків також старших 18 років.
Середній дохід на одне домашнє господарство  становив 79 613 долари США (медіана — 65 305), а середній дохід на одну сім'ю — 90 093 долари (медіана — 81 048). Медіана доходів становила 47 172 долари для чоловіків та 45 810 доларів для жінок. За межею бідності перебувало 11,6 % осіб, у тому числі 17,9 % дітей у віці до 18 років та 4,1 % осіб у віці 65 років та старших.
Цивільне працевлаштоване населення становило 6804 особи. Основні галузі зайнятості: освіта, охорона здоров'я та соціальна допомога — 21,4 %, науковці, спеціалісти, менеджери — 13,4 %, мистецтво, розваги та відпочинок — 12,1 %, роздрібна торгівля — 11,7 %.